# Midland City
Midland City is een plaats (town) in de Amerikaanse staat Alabama, en valt bestuurlijk gezien onder Dale County.

## Demografie
Bij de volkstelling in 2000 werd het aantal inwoners vastgesteld op 1703.
In 2006 is het aantal inwoners door het United States Census Bureau geschat op 1822, een stijging van 119 (7,0%).

## Geografie
Volgens het United States Census Bureau beslaat de plaats een oppervlakte van
15,6 km², geheel bestaande uit land. Midland City ligt op ongeveer 115 m boven zeeniveau.

## Plaatsen in de nabije omgeving
De onderstaande figuur toont de plaatsen in een straal van 16 km rond Midland City.